# Абаев, Соломон Николаевич
Соломон Николаевич Абаев (1904—1971) — советский политический деятель. Член ВКП(б) c 1925 г..

## Биография
Соломон Николаевич Абаев родился 1904 года в селе Сба, Терской области. По национальности осетин.
В 1929 году учился в Северо-Кавказском практическом институте сельского хозяйства.
В 1935 году — слушатель курсов марксизма-ленинизма при ЦК ВКП(б).
С 1935 года по 1937 год учился на историческом факультете Института Красной профессуры.
В 1927—1929 гг . — уполномоченный Исполнительного комитета Владикавказского окружного совета по работе среди национальных меньшинств.
Затем — инструктор, заведующий Архивным бюро Исполнительного комитета Владикавказского окружного совета.
Секретарь Алагиро-Ардонского районного комитета ВКП(б).
Секретарь Дзауджикауского районного комитета ВКП(б) (Северо-Осетинская автономная область).
С 1934 г. — заведующий отделом кадров Областного комитета ВКП(б) Северо-Осетинской автономной области.
С 1935 от — Заведующий отделом руководящих партийных органов Северо-Осетинского областного комитета ВКП(б).
С июня 1937 года по сентябрь 1937 года заведующий отделом пропаганды и агитации Северо-Осетинского областного комитета ВКП(б).
С сентября 1937 года по ноябрь 1937 года — 3-й секретарь Северо-Осетинского областного комитета ВКП(б).
С ноября 1937 года по июнь 1938 год — и. о. председателя исполнительного комитета Советов Северо-Осетинской АССР.
Начальник отдела химических материалов Народного комиссариата местной промышленности Северо-Осетинской АССР.
Депутат Верховного Совета СССР (Совет Национальностей) первого созыва (избран 12.12.1937 г.)
В 1942 году арестован и 26 февраля 1942 года осуждён к десяти годам лишения свободы.